# Axtla de Terrazas
Axtla de Terrazas – meksykańskie miasto położone na południowo-wschodnim krańcu stanu San Luis Potosí, siedziba władz gminy o tej samej nazwie.

## Położenie
Miasto leży w odległości około 220 km na wschód od stolicy stanu San Luis Potosí, u podnóża gór Sierra Madre Wschodnia, kilka kilometrów od granicy ze stanami Querétaro i Hidalgo.

## Klimat
Klimat w Aquismón zgodnie z klasyfikacją klimatów Köppena należy do klimatów tropikalnych, sawann, z wyraźną porą suchą z opadami poniżej 100 mm (Av). Średnia roczna temperatura wynosi 25,1 °C, natomiast suma opadów 2098 mm. W najcieplejszym miesiącu – czerwcu średnia temperatura wynosi 29,5 °C, natomiast w najzimniejszym – styczniu 18,8 °C. Miesiącem o najwyższych opadach jest wrzesień, a o najniższych styczeń.